# Cerco de Badajoz (1658)
O quarto cerco de Badajoz ocorreu entre julho e outubro de 1658 durante a Guerra da Restauração Portuguesa. Foi uma tentativa das forças portuguesas, comandadas pelo governador do Alentejo, Joanne Mendes de Vasconcelos, de capturarem a cidade espanhola de Badajoz, onde estava instalado o quartel-general do Exército Expanhol da Extremadura. As fortificações da cidade eram de construção medieval e consideradas, pelos portugueses, como vulneráveis; durante o período da Guerra da Restauração, já tinham sido atacadas por três vezes.
Em 1658, Mendes de Vasconcelos juntou um exército em Elvas e avançou para Badajoz. A cidade estava fracamente defendida e as tropas espanholas, lideradas por Francisco de Tuttavilla, duque de San Germán, estavam principalmente preocupadas com a sua sobrevivência até que que uma força expedicionária espanhola os viesse substituir. As tropas portuguesas lançaram um ataque directo à cidade esperando capturar, logo desde o início, um ponto-chave – o Forte de San Cristóbal – mas, após 22 dias de ataques mal-sucedidos, os portugueses abandonaram o seu plano de construir uma circunvalação em redor de Badajoz por forma a isolar a cidade. Os planos voltaram a ser reequacionados depois da tomada de uma grande instalação defensiva espanhola, fora da cidade, o Forte de San Miguel, mas foram incapazes de usar esta conquista como meio de chegar até Badajoz.
O cerco manteve-se durante quatro meses, período em que cerca de um terço das tropas portuguesas morreu (principalmente de peste) ou desertou. A chegada de um exército de reforço, comandado pelo favorito do rei Filipe IV de Espanha, D. Luis de Haro, em Outubro, levantou o cerco. A Mendes de Vasconcelos, o comandante português, foi-lhe retirado o seu posto e preso pelo seu fracasso.
Aproveitando a vantagem deste fracasso, D. Luis de Haro, invadiu Portugal e cercou o Castelo de Elvas, o principal sistema defensivo de Portugal - onde o exército português que tinha cercado Badajoz se tinha refugiado e estava a ser vítima de uma nova onda de peste. Um pequeno exército de reforço português foi organizado e infligiu uma pesada derrota ao exécito espanhol na Batalha das Linhas de Elvas (14 de Janeiro de 1659). Deste modo, a independência portuguesa pode ser garantida enquanto os espanhóis conseguiam ganhar vantagem militar numa frente secundária: Minho e Galiza.